# Páramo de Guerrero
Páramo de Guerrero är ett högland i Colombia.   Det ligger i departementet Norte de Santander, i den norra delen av landet, 400 km norr om huvudstaden Bogotá.